# 芝麻羔
芝麻羔（英語：Dreamergo），原名葉榮基，是香港插畫師。
英文名是「Dreamergo」，是取其中文名的諧音，並由「Dreamer」及「Go」組成，鼓勵有夢想的人去追夢。

## 作品
最初是在某出版社從事插圖和美術設計的工作，後來自己成立公司，創作了屬於自己的卡通人物，並配上正面信息的字句，逐步推出自家的產品，主要有記事簿、座枱日曆、勵志卡片、磁石貼等。
出版心靈勵志刊物，過往為多名小說作家包括張愛玲、倪匡、李純恩、赤川次郎等名作家的作品製作封面或繪畫插畫，為香港郵政繪畫香港特色街道郵票及網上賀卡，以畫作向運動員李慧詩及殉職消防員致敬，亦為旺角山東街遇劫女報販「睡婆婆」打氣。在晴報發表專欄，以可愛畫風帶出正面訊息，更與國際知名的四肢殘障人士力克·胡哲合作，推出九種語言版本的繪本《擁抱力克》。

## 家庭生活
已婚，並育有兩子。他接受報章訪問時表示，因為堅持繪畫的興趣，入讀工業學院後成為專業插畫師。他亦深信，要是找到孩子的興趣，便能投入學習。
家中有一名弱聽姊姊，但她個性堅強，樂於助人。他深信人的美可以有多方面呈現出來，不一定在外表，也可以在人的心靈。在他心目中，姊姊是如此漂亮。他指出殘障人士可能身體有缺陷，但對生命卻充滿熱愛，希望透過他的畫作讓更多人知道，他們的生活亦可以充滿很多色彩。
他坦言自己視為替殘障人士發聲是一種使命，於2008年為慈善機構「龍耳」設計標誌，亦為香港殘疾人奧委會暨傷殘人士體育協會舉辦插畫展，以插畫描繪六位殘奧運動員的奮鬥故事等。

## 外部連結
- 芝麻羔官方網頁 （页面存档备份，存于）
- 芝麻羔Facebook專頁 （页面存档备份，存于）
- 晴報專欄：夢芝旅-芝麻羔
- 明報happypama專欄：夢想芝家-芝麻羔